# 斯韦勒·安德烈亚斯·雅各布松
斯韦勒·安德烈亚斯·雅各布松（1977年2月8日—），冰岛男子手球运动员。他曾代表冰岛国家队参加2008年和2012年夏季奥林匹克运动会手球比赛，其中2008年奥运会获得一枚银牌。